# Psykos
Psykos (från grekiska ψυχή "psyke", för själ eller liv, och -οσις "-osis", för abnormalt tillstånd), innebär en nedsättning av förmågan att skilja på verklighet och fantasi.  Några sjukdomar som definitionsmässigt innefattar åtminstone episoder av psykos är schizofreni och schizoaffektivt syndrom medan vanföreställningssyndrom innebär att psykos föreligger så länge vanföreställningen kvarstår. En manisk episod vid bipolär sjukdom och svåra depressioner kan omfatta psykotiska symtom. 
De psykotiska symtomen omfattar definitionsmässigt hallucinos, vanföreställningar, desorganiserat tankeliv och desorganiserat beteende. Vid kronisk psykossjukdom förekommer även negativa symtom, det vill säga funktionsförluster, som kan omfatta oförmåga att initiera målinriktad aktivitet och glädjelöshet. Psykos är skiljt från konfusion eller förvirring. Det innebär att en person som genomgår en psykos mycket väl kan vara fullt orienterad till tid, rum och person.
Till psykosen hör en upplösning av egot och jagfunktionerna och svår nedsättning i prövningen av verkligheten.[källa behövs] Varseblivningen, perceptionen och kognitionen är påverkade, med därtill hörande hallucinationer, tankestörningar, och vanföreställningar. En konsekvens av detta kan vara ett ovanligt eller bisarrt beteende, inadekvata affekter, samt svårigheter att genomföra sociala interaktioner och en svårighet att fullfölja aktiviteter kombinerade med vardagligt liv. Psykosen innebär ett förändrat medvetandetillstånd, samt att en tidigare erhållen tankefunktion satts ur spel.
Psykoser kan vara akuta eller persistenta (varaktiga och integrerade i personligheten). Psykoser kan ha flera orsaker, där den så kallade funktionella psykosen är ett rent psykiatriskt tillstånd som inte kan förklaras av en kroppslig sjukdom. Två andra vanliga typer av psykoser är drogutlösta psykoser och organiska psykoser, vilka antingen orsakas av främmande substanser i kroppen eller en kroppslig sjukdom, som exempelvis hjärntumör.

## Historia

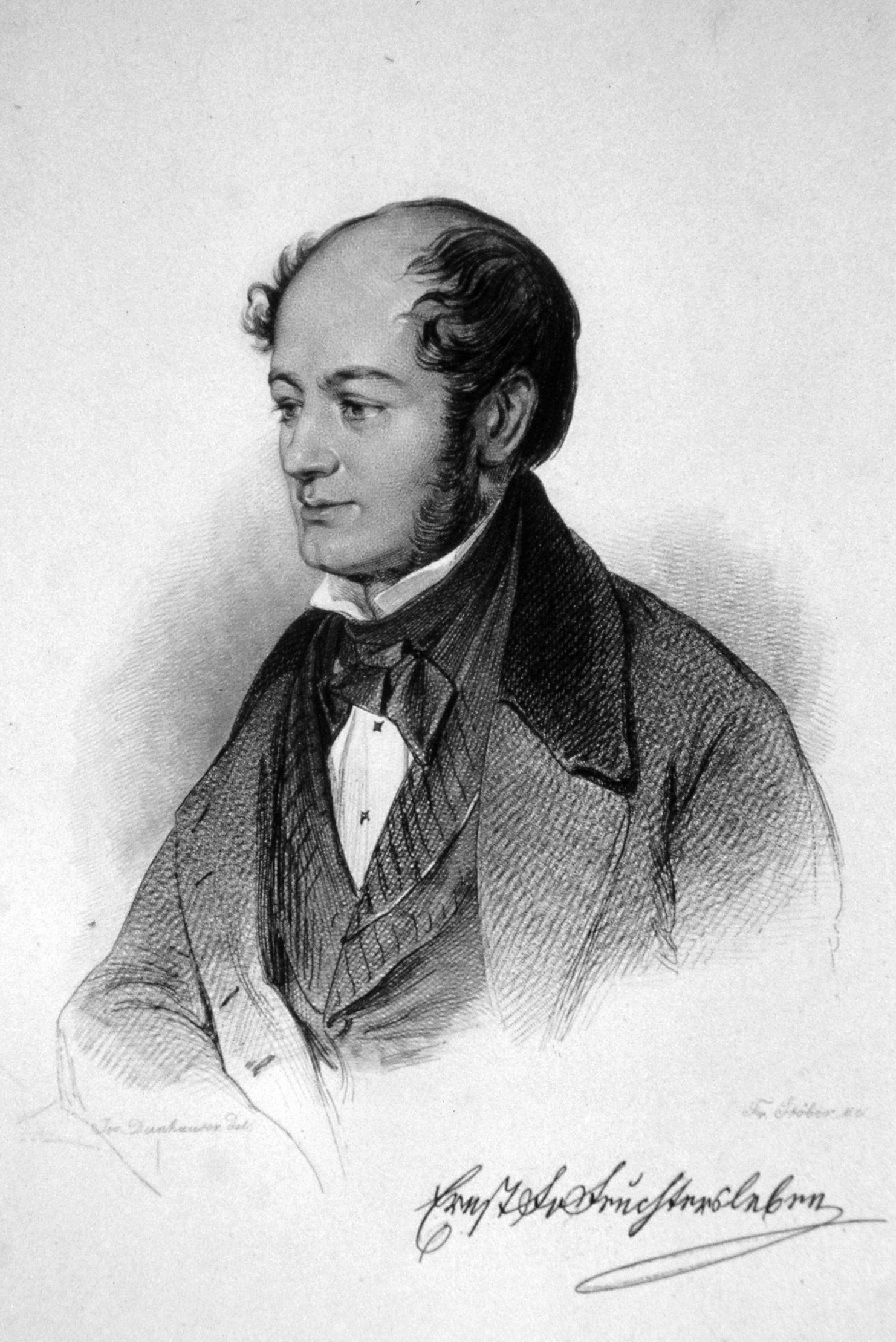
Ernst von Feuchtersleben myntade termen "psykos" 1845 för en svår mentalsjukdom som hade psykiska orsaker. Ordet behölls, men synsättet på psykosens orsaker kom att ändras under 1900-talet.

Psykos och neuros är sedan psykiatrins födelse på 1800-talet en fundamental dikotomi vad beträffar diagnos av patologiska psykiska tillstånd. Ordet "psykos" myntades 1845 av Ernst von Feuchtersleben i Lehrbuch der ärztlichen Seelenkunde för ett abnormt psykiskt tillstånd och mentalsjukdom där hela personligheten var påverkad. När "neuros" hade myntats för mentalsjukdomar som antogs bero på sjuka nerver, myntades "psykos" för mentalsjukdomar som ansågs bero på psyket. Den första monografin om psykoser skrevs 1859 av Carl Friedrich Flemming. Psykos definierades av denne som manier samt melankolier med ångest, vanföreställningar och konvulsioner.
Till skillnad från neuroser (vilka ansågs bero på sjuka nerver), betraktade von Feuchterslebens anhängare psykoser som sjuka medvetanden utan kroppslig orsak, ett synsätt som fortfor till omkring år 1900. Ett parallellt synsätt på psykoser, i Flemmings efterföljd, var att de var psykoneuroser, eftersom de ansågs bero på problem i nervsystemet. Med dessa två forskare uppstod en konflikt i förklaringen av psykosernas etiologi, huruvida de primärt var psykiska (som namnet anger) eller fysiska.
Med Sigmund Freud vid psykoanalysens intåg blev synsättet vedertaget att psykoser har en (åtminstone delvis) somatisk etiologi och neuroser en psykisk (därför behandlades neuroser men inte psykoser med psykoterapi). Dock har sedan 1800-talet funnits en distinktion mellan funktionella och symtomatiska psykoser, där funktionell psykos betecknar en psykos som inte uteslutande har fysiska orsaker; i modern terminologi skiljs mellan funktionella psykoser som inte har någon påvisbar kroppslig orsak och organiska psykoser som är komplikationer till kroppslig sjukdom. Med Alois Alzheimer fastlades synsättet att funktionella psykoser innefattar bl.a. dementia praecox, det vill säga schizofreni. Sigmund Freud definierade sådana psykoser som konflikter mellan jaget och omvärlden. En markant distinktion började göra sig gällande mellan neuros och psykos under 1930-talet, underblåst av det politiska klimatet, då personer med funktionella psykoser utsattes för massmord i Nazityskland, och i flera andra länder tvångssteriliserades. Psykos infördes som diagnos med ICD-5 (1938) för manodepressivitet vid sidan av schizofreni, för att vid ICD-6 (1948) vara en huvudkategori för psykiska sjukdomar.
Under perioder hade personlighetsstörningar innefattats än i psykoserna (i synnerhet psykopati), än i neuroserna. Karl Jaspers inräknade tre former av funktionella psykoser: epilepsi, schizofreni (med undergrupper) och mano-depressiv sjukdom. Därmed fastlades synsättet att personlighetsstörningar snarare påminde om neuroser än psykoser. Synsättet infördes i ICD-8 (1965) och ICD-9 (1975), där psykoser och neuroser utgör de två huvudgrupperna av mentalsjukdomarna, och personlighetsstörningar räknas som neuroser. Med ICD-9 infördes en åtskillnad mellan organiska psykoser och andra psykoser. Till de organiska psykoserna fördes drogutlösta psykoser, demens och andra psykiska störningar som beror på fysiska sjukdomar, och till de övriga psykoserna fördes schizofreni, episodiska humörstörningar, paranoia och psykoser som uppkommer under barndomen.
Med ICD-10 (1990) togs dikotomin mellan neuros och psykos bort, och termerna har bara behållits i beskrivningen av vissa diagnoser. Psykos är därmed inte längre en psykiatrisk diagnos, utan en term för ett psykiskt tillstånd. ICD-10 definierar psykoser som förekomsten av hallucinationer, vanföreställningar, eller ett visst antal allvarliga abnormaliteter såsom att vara hyperexhalterad och hyperaktiv, ha markerad psykomotorisk retardering och katatont betéende. Med ICD-10 skildes för första gången mellan organiska och drogutlösta psykoser.

## Orsaker och förekomst

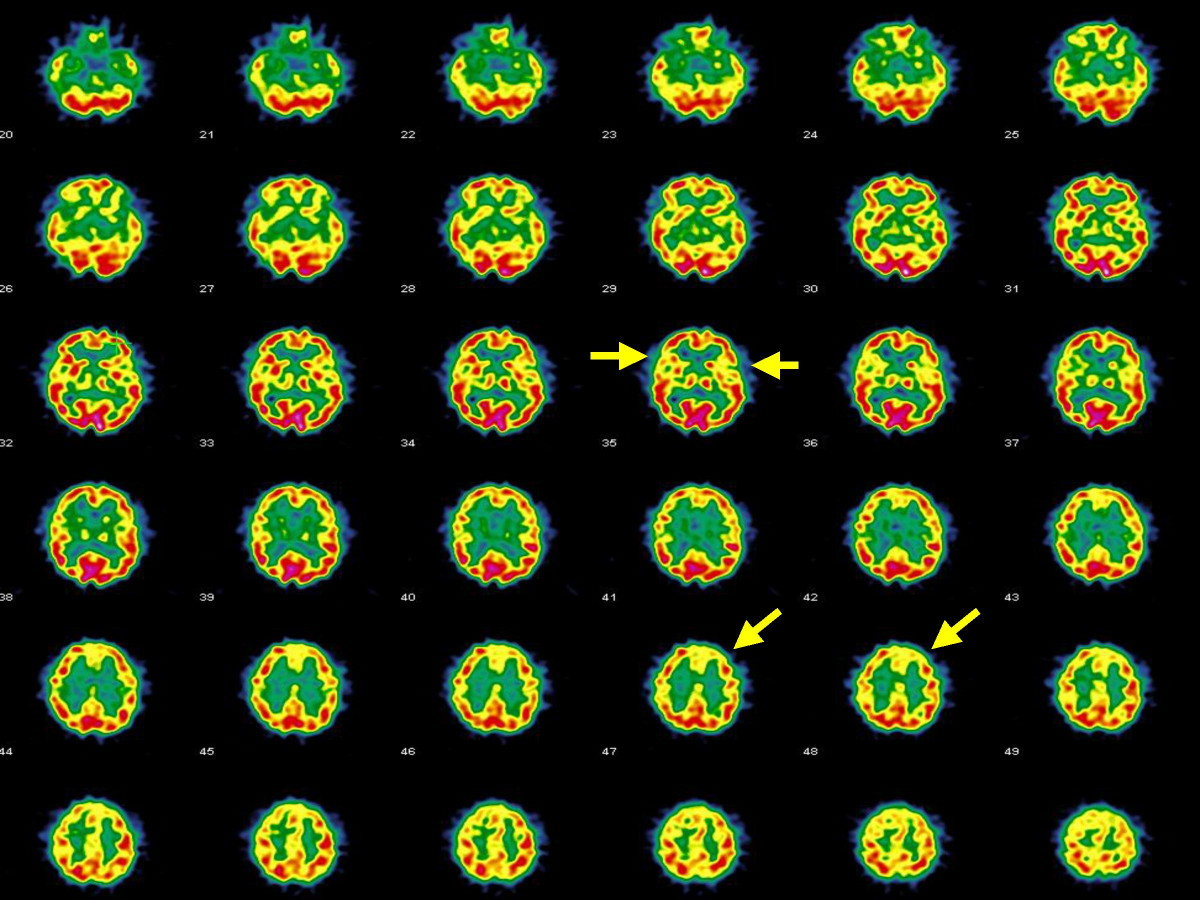
SPECT-bilder av hjärnor med depressionspsykos, Hashimotos sjukdom samt andra abnorma genomströmningar i hjärnan. I synnerhet frontalloben visar onormal funktion.

Funktionella psykoser bryter oftast ut i övergången mellan barndom och vuxenliv, i åldersintervallet 15-30 år. Det är vanligt att förklara utbrott med stress - sårbarhetsmodellen, en kombination av ärvda och förvärvade sårbarheter, vilka vid stress kan leda till att en psykos utlöses. I vissa fall är stressen större, till exempel vid akut psykos. En funktionell psykos kan framkallas av en akut förändring i livssituationen, till exempel då någon närstående dör, en allvarlig olycka inträffar, livssituationen förändras radikalt exempelvis vid ett barns födelse, i samband med att den nyförlöstas mjölk börjar rinna till, vid skilsmässa eller genom olika demenssjukdomar. Stressutlösta psykoser har en god prognos. 
Affektiva störningar kan övergå i psykoser, där psykosen då betecknar en allvarligare grad av sjukdomen (psykotisk depression och bipolär sjukdom med psykotiska inslag). I ungefär en förlossning per 1000 drabbas modern av postpartumpsykos, en mycket allvarlig störning som kräver akut psykiatrisk vård. De drabbade har ofta sedan tidigare en affektiv störning som de vårdats för. I dessa fall verkar psykosen triggas igång av förlossningen.
Förändringar i dopaminaktiviteten i basala ganglierna, putamen och prefrontalcortex är så utbredda att all antipsykotisk medicin innehåller antagonister mot dopaminreceptorer av klassen D2. Vid kronisk psykos är hjärnan och den grå hjärnsubstansen kraftigt förminskade. Komplexa genetiska betingelser med flera involverade gener, ligger bakom flera sorters psykoser, som också ofta hänger samman med övervikt och glukosintolerans.
Medfödda betingelser för schizofreni och andra psykossjukdomar innefattar genetisk predisposition, låg födelsevikt, blödningar under graviditetens senare del, samt att vara född på vintern. Dessa betingelser är viktigare för schizofreni än för andra psykoser, är viktigare för män än kvinnor, och för utbrott av sjukdomen i ung ålder.
Inom psykologin finns flera teorier om hur psykoser uppkommer. Ett psykologiskt sätt att se funktionella psykoser, är att de bottnar i strategier för igenkänning av sociala hot, till exempel att uppfatta ilska i ansiktsuttryck, vilket leder till att personen blir överdrivet vaksam eller slår av uppmärksamheten på sådana tecken. Vaksamheten manifesterar sig neurologiskt genom förhöjd aktivitet i amygdala. Kliniskt kan detta yttra sig i förföljelsemani och självvald isolering. Personer med olika varianter av schizofreni har visat sig ha olika förmågor att uppfatta och tolka ansiktsuttryck: personer med paranoid schizofreni har förhöjd igenkänning för indirekta hot, medan personer med andra former av schizofreni som också har negativa symtom har nedsatt uppmärksamhet på negativa ansiktsuttryck. Detta kan tyda på att de typiska symtomen på en psykos kan uppkomma till följd av en dysfunktionell igenkänning av sociala hot.
En annan teori är att sårbarheten inför att utveckla psykoser hänger samman med dissociativa erfarenheter, och med trauman, i synnerhet människor som blivit fysiskt utnyttjande. Det finns en viss samsjuklighet mellan psykossjukdomar och posttraumatisk stress, vilket kan tyda på att psykoser kan utlösas av trauman.
En funktionell psykos innebär att psykosen har psykiska orsaker. Ofta har dock psykoser multifaktorella etiologier, med samtidigt substansmissbruk (dubbeldiagnos) eller samtidig fysisk sjukdom, vilka tillsammans orsakar psykosen.

### Drogutlöst psykos
Huvudartikel: Drogutlöst psykos
Vissa typer av narkotika, läkemedel samt alkohol kan, speciellt vid intensivt bruk, tillfälligt leda fram till en toxisk eller drogutlöst psykos, med hallucinationer, akut förvirring, förföljelsemani eller andra psykossymptom. Orsaken är att dessa substanser förändrar aktiviteten på signalsubstanser som är aktiva vid psykoser, i synnerhet dopamin och serotonin.
En drog- eller alkoholutlöst psykos upphör oftast, men inte alltid, om personen under tillräckligt lång tid, alltifrån timmar till veckor, upphör med intaget av den drog som utlöste tillståndet.

### Organisk psykos
Huvudartikel: Organisk psykos
En bred variation av sjukdomar som påverkar det centrala nervsystemet, framför allt endokrina sjukdomar, näringsrubbningar, hjärnskador och andra systemiska sjukdomar, kan orsaka psykos, så kallad organisk psykos. Denna länk har lett till metaforen av psykos som centrala nervsystemets "feber" - allvarligt men en icke-specifik indikator.

## Symptom
Den mest minimala definitionen av en psykos är att det är ett tillstånd med hallucinationer och vanföreställningar, och att tillståndet som regel innefattar osammanhängande och obegripligt tal, oförutsägbart beteende, och grava problem med att förhålla sig till verkligheten.
En psykos uppkommer olikartat beroende på diagnos. Det är också stora individuella variationer på prepsykosen och psykosens varaktighet, också för samma diagnoser. Innan psykosen uppkommer förekommer som regel en tid av prepsykos, innan psykosen bryter ut, dock inte vid akut psykos, drogutlöst psykos eller många varianter av organisk psykos. Prepsykoser kan yttra sig i motorisk påverkan, ångest, tilltagande misstänksamhet och excentricitet. Om det förekommer en prepsykos, anger den hur psykosen kommer att yttra sig, vilka symtom som kommer att bli dominerande: psykosen är sedan en förstärkning av prepsykosen.
Psykosens första fas kallas akut fas, vilket inte ska sammanblandas med akut psykos, som uppkommer plötsligt, utan prodrom. Psykosen är ett tillstånd som kan vara olika lång tid. Sedan tillståndet brutits kan personen ha blivit botad eller återfå en psykos. Vissa delsymtom kan dock kvarstå, i ett resttillstånd eller en ofullständig remission. Symtomen kan komma smygande eller plötsligt, bli mer eller mindre bestående, eller uppkomma i skov. 
Vid akut psykos märks framför allt så kallade positiva symtom (hallucinationer, vanföreställningar och tankestörningar). Sådana reagerar bra på psykofarmaka och blir sällan bestående. Negativa symtom (funktionsbortfall) finns det inte någon bra medicinering mot. De symtomen kommer därför oftare att finnas kvar. Ju förr behandling sätts in, desto större chans finns dock för fullt tillfrisknande.
Funktionella psykoser, i synnerhet schizofreni, kan skattas i bedömningsverktyg som bygger på standardiserade frågeformulär. Ett par sådana är Positive and Negative Syndrome Scale (PANSS) och Brief Psychiatric Rating Scale (BPRS). PANSS definierar negativa och positiva symtom samt allmänna psykopatologiska symtom. Positiva symtom består i den skalan av vanföreställningar, desorganiserat tal (associationsbesvär), hallucinationer, hyperaktivitet, grandiositet, misstänksamhet och fientlighet. Negativa symtom är avtrubbad affekt, passivitet, viljelöshet och känslomässigt tillbakadragande, problem med abstrakt tänkande, ett kyligt, avvisande eller oengagerat bemötande, frånvaro av spontanitet och flyt i konversationen, samt stereotypt tänkande. Till de allmänna psykopatologiska symtomen hör obefogad oro för kroppslig hälsa (konästesier), ångest, skuldkänslor, spänningar, överdrivna och tillgjorda kroppsrörelser, nedsatt motorisk förmåga, ovanligt tankeinnehåll, nedsatt omdöme, och aktivt undvikande av sociala sammanhang. PANSS använts bl.a. i Sverige. Även transtillstånd kan vara ett symtom på psykos. 
Allvarlig perceptuell störning vid till exempel schizofreni kan yttra sig i förstärkta sinnesupplevelser, av färger, dofter, ljud med mera. Det är också vanligt med störningar i uppfattningen om sina jagfunktioner, vilket ofta visar sig i bisarra vanföreställningar som att personen tror att tankarna kan höras, att viljelivet styrs av en utomstående kraft, och så vidare (se också magiskt tänkande).

### Hallucinationer
Huvudartikel: Hallucinationer

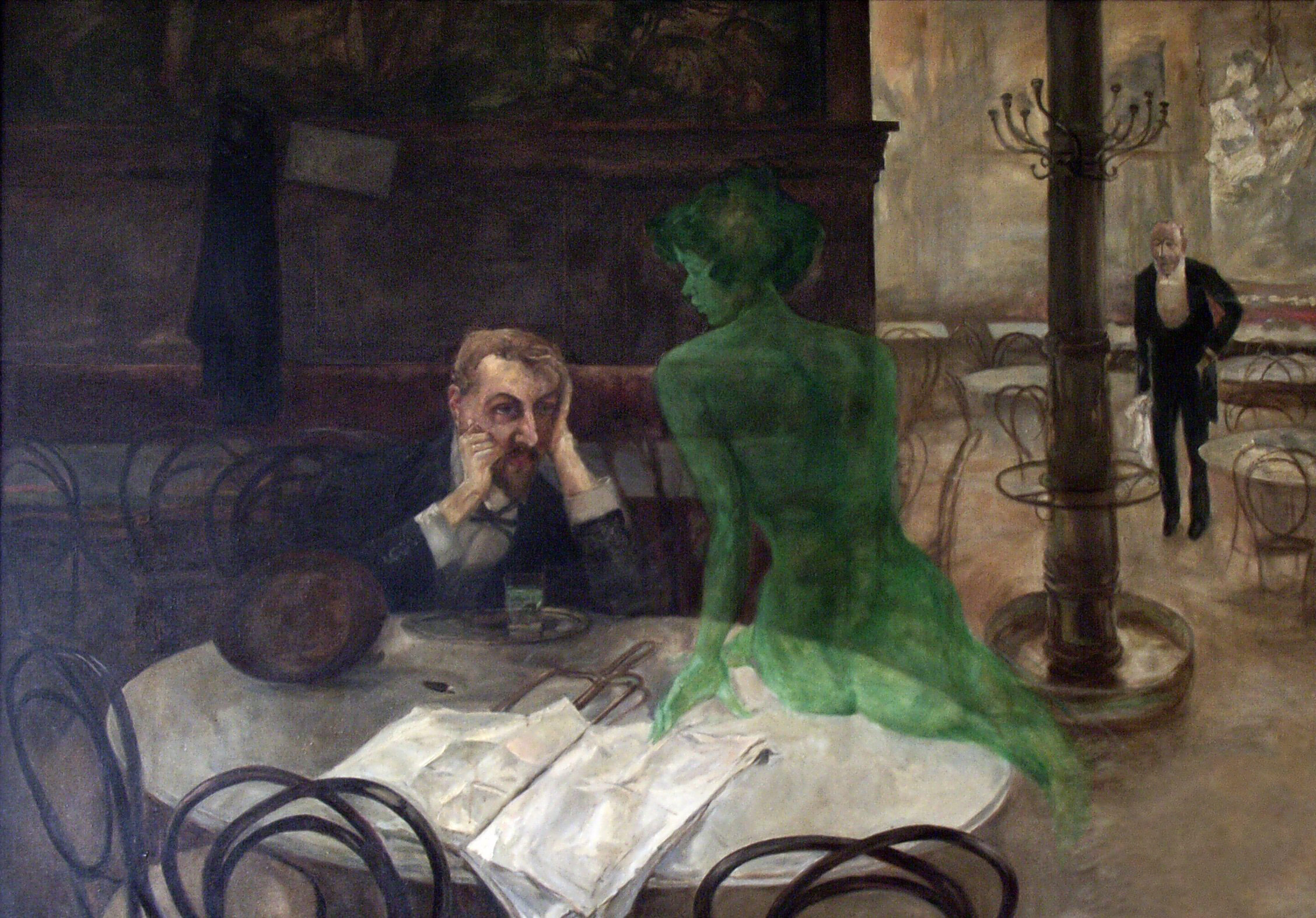
Framställning om en absintutlöst, erotisk hallucination. "Absintdrickaren" av Viktor Oliva.

Hallucinationer innebär att ha sinnesförnimmelser utan att det finns något reellt stimuli, det vill säga att höra något som inte finns, se något som inte finns, och så vidare. Vid psykoser tror den som har hallucinationerna att sinnesupplevelserna är verkliga, och som regel förklaras de med en vanföreställning. Det finns flera olika former av hallucinationer. De kan drabba alla sinnen (hörsel, lukt, syn, känsel, smak). Hallucinationerna kan föregås av att den sjuke börjar svettas ymnigt och eventuellt får stela muskelrörelser (katatoni). 
Den vanligaste formen vid funktionella psykoser är hörselhallucinationen. Den drabbade hör vid sådana till exempel röster, musik, knäppningar eller andra ljud och upplever det som om ljuden kommer antingen från huvudet eller från någon annanstans. När det gäller röster är det vanligt att den psykotiska personen upplever det som om de kommer bakifrån sitt eget huvud ungefär som om någon stod bakom och viskade i öronen på honom eller henne. Vid psykoser är det vanligt att personen upplever rösterna som om de kommunicerar (till exempel ger order) eller kommenterar personen (till exempel skrattar). En psykotisk person som har rösthallucinationer kan ofta kommunicera högt med rösten (autokommunikation).
Synhallucinationer är en form av hallucination som också förekommer. Den psykotiska personen ser saker som inte finns eller upplever att någonting som faktiskt finns förändras. Synhallucinationerna brukar inte vara särskilt tydliga, och den psykotiska personen kan ofta inte exakt förklara vad han eller hon sett. Om det förekommer väldigt tydliga synhallucinationer så brukar man överväga om det inte kan röra sig om en hjärnskada (organisk psykos) istället för en funktionell psykos. En vanlig typ av synhallucination är att den egna spegelbilden förändras på något vis, vanligtvis till något hemskt som upplevs som ett monster eller något som liknar en varulv etc.

### Vanföreställningar
Huvudartikel: Vanföreställningar

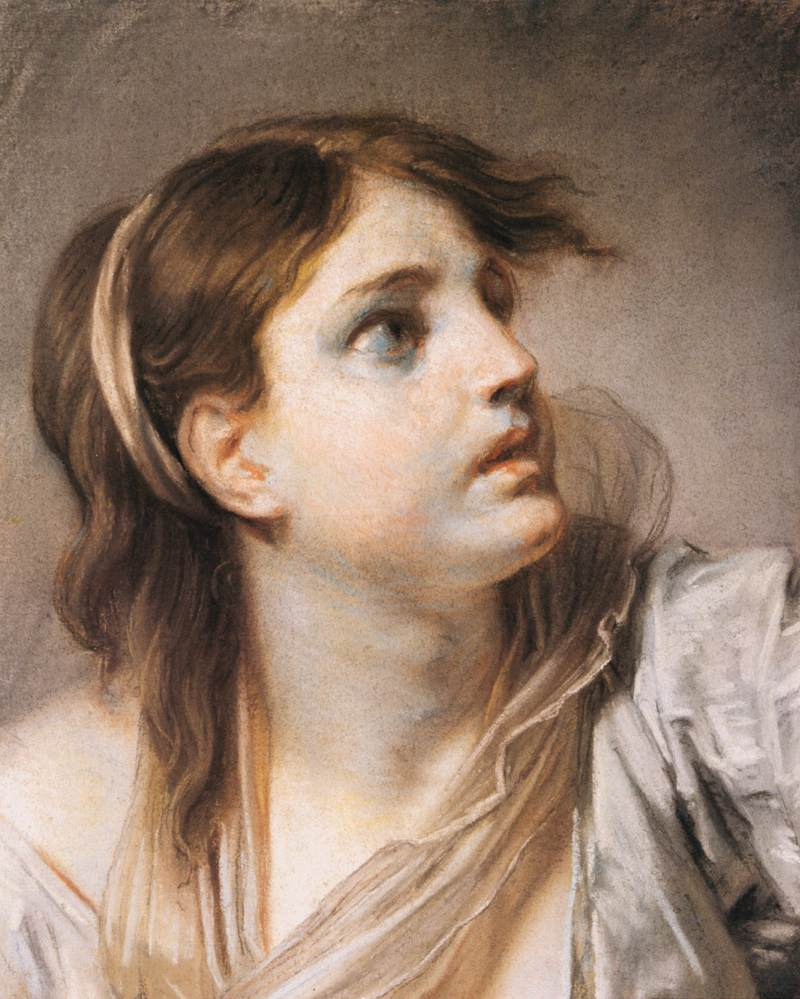
Vanföreställningar ger ofta upphov till rädsla. "Uttryck av rädsla", pastellmålning av Jean-Baptiste Greuze.

Vanföreställningar är ett vanligt symptom. Det innebär att den psykotiske kan få för sig att vara övervakad (förföljelsemani), att få hemliga meddelanden via TV, radio eller internet, den psykotiska personen kan tro sig ha ett datorchip installerat i sitt huvud eller att någon annan kan kontrollera hans eller hennes tankar och handlingar och så vidare. Detta kan ge upphov till rädsla och ångest, och påverka livsföringen.
Man kan även misstolka andra människors signaler, och till exempel tolka in en vänlig gest som något negativt, som till exempel att "de är snälla mot mig bara för att de vill döda mig".
Ibland händer det att ofrivilliga självmord äger rum på grund av dessa meddelanden och tolkningar som hjärnan skapar helt själv, och om en person utöver sina vanföreställningar uttrycker självmordhot bör sjukvård kontaktas.

### Tankestörningar
Huvudartikel: Tankestörningar
Psykotiska personer kan känna att huvudet är alldeles fullt med tankar som avbryter varandra utan sammanhang med varandra, så att han eller hon inte kan tänka ordentligt. Detta kallas tankeflykt eller idéflykt, och beror på en överaktiv ideation. Tankeflykt är särskilt vanligt vid manier och schizofreni. Vid svåra fall kan detta ta sig uttryck i desorganiserat tal, och associationsbesvär.
Psykotiska personer kan också känna motsatsen, det vill säga att huvudet är alldeles tomt och att de inte kan tänka över huvud taget. Det senare kan eventuellt räknas som ett negativt symptom.
Tankestörningarna är ofta kombinerade med vanföreställningar, till exempel genom tankedetraktion då personen tror att någon yttre makt eller myndighet tar ifrån personen hans/hennes tankar, till exempel genom ett datachips eller genom magnetism. Även motsatsen, tankepåsättning, förekommer, tron att tankarna placeras i huvudet av en sådan makt eller myndighet, inte genom hjärntvätt utan genom konkret ingripande (vanföreställningar om hjärntvätt kan dock förekomma). Det finns flera andra former av vanföreställningar om tankelivet, och är i så fall en del av en upplösning av jaget, vilket kännetecknar schizofreni, som kan vara psykisk, drogutlöst eller organisk.

### Övriga symptom
Till psykoser hör ofta så kallade negativa symtom. Det innebär att känslor och känslomässiga reaktioner som friska människor upplever saknas i den psykotiska personens upplevelseliv (avtrubbad affekt). Exempel på det är att personen är mindre öppen, tillbakadragen, saknar engagemang och intresse för olika aktiviteter, apati, glädjelöshet och har koncentrationssvårigheter. 
Psykotiska människor kan sakna ansiktsuttryck eller kroppsspråk, alternativt forcera sådana, där den allvarligaste formen är ett slags stenansikte som aldrig ändrar uttryck. Inte heller är den psykotiska personen intresserad av omgivningen, att kommunicera med andra, utan visar drag av tanklöshet inför andras behov. I sitt samtal med andra är personen empatilös och svår att få en känslomässig kontakt med, eller artificiell i sitt bemötande, eller föredrar att hålla sig till intellektuella ämnen i stället för känslomässiga. Svar på frågor tenderar att vara kortfattade och kommunikationen haltande, som en del av en mer omfattande psykomotorisk hämning. Det sociala livet blir lidande av viljelösheten, eftersom personen heller inte söker sig till sociala sammanhang, vilket kan övergå i apati. Den mentala förmågan är nedsatt, vilket visar sig i problem med generaliseringar och med abstrakt tänkande, samt i ett konkret tänkande som ofta refererar till personen själv och dess erfarenheter. När personen själv tar initiativ till samtal handlar samtalen nästan alltid om samma saker, saker som handlar om psykosens fixa idéer, och personen kan upprepa sig okontrollerat på ett sådant sätt att det inte går att samtala.
Många psykoser uppträder tillsammans med katatoni, psykomotorisk agitation, och associationsbesvär och tankeflykt, att talet och konversationen är osammanhängande eller svårbegripligt.

## Olika diagnoser

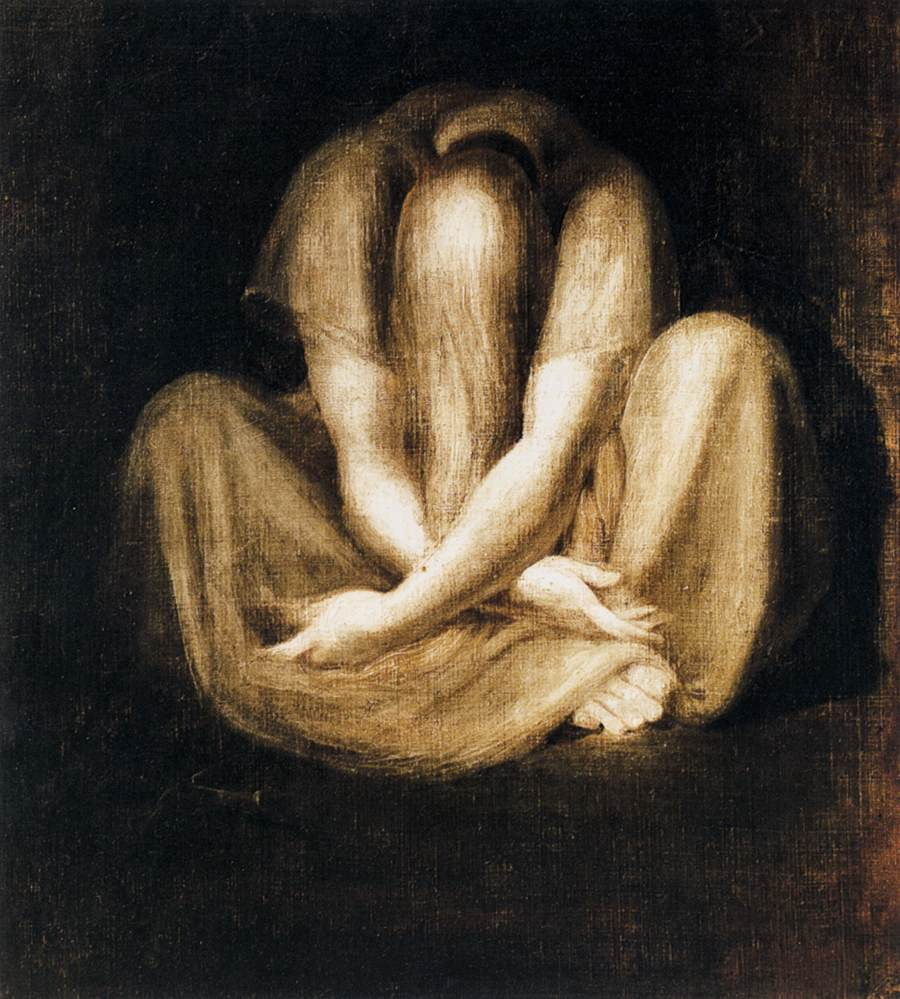
Apati, ovilja till kontakt och kommunikation, samt självvald isolering är vanliga symtom vid psykos.
Johann Heinrich Füssli, "Tystnaden".

Så länge som toxiska och organiska skäl till psykosen uteslutits, baseras diagnoserna på tecken och symtombild, och inte på psykosociala eller psykiska orsaker. Många tecken och symtom ingår i andra diagnoser, utan att klassificeras som psykos. För att klassificeras som psykos måste personen allvarligt lida av symtomen, och störningen vara funktionsnedsättande med viss varaktighet.

### Funktionella psykoser
Till (de funktionella) psykoserna räknar MeSH bland annat schizofreni och andra sjukdomar med psykotiska drag, samt affektiva psykoser såsom bipolär sjukdom. Till den förra gruppen förs Capgras syndrom, paranoia och övriga psykotiska störningar.
ICD-10 har ingen särskild kategori för funktionella psykoser, utan för dem huvudsakligen till schizofreni, schizotypa och vanföreställningsstörningar. Till psykoser förs då inducerade psykoser (som beror på ett särskilt stimuli till exempel en människa), akuta psykoser, schizoaffektivt syndrom med mera. Till schizofrenierna hör paranoid schizofreni, kataton schizofreni, hebefren schizofreni, postschizofren depression, och residualschizofreni. Andra sorters funktionella psykoser klassas efter den typ av störning som utlöser psykosen. Hysterisk psykos är en obsolet diagnos för en akut reaktiv psykos som utlöses vid stress eller trauma och där dissociation är ett framträdande drag. Psykotisk depression är en depression som förvärrats till psykos.
Psykotisk nivå är också ett begrepp i DSM:s Försvarsfunktionsskala, där det representerar den största avvikelsen (nivå 7) från en frisk (nivå 1) livshanteringsstrategi. Till den psykotiska nivån hör då projektioner av typen vanföreställningar, samt psykotisk verklighetsförändring och förnekande.
Det förekommer en fortlöpande diskussion om förhållandet mellan funktionella psykoser som schizofreni och dissociativa störningar (multipel personlighet), i synnerhet frågan om stressen som utlösande faktor. Vidare är råder ingen samsyn beträffande psykoser vid posttraumatisk stress och schizofreni. Dock finns förslag om att psykoser vid PTSD i framtiden ska ges en egen diagnos.

### Drogutlösta psykoser
Psykos utlöst av psykoaktiva substanser är en standarddiagnos inom psykiatrin. Sjukdomarna klassificeras i ICD-10 inom F10-F19. Akuta sådana psykoser med ångest, förföljelseupplevelse, hallucinationer är av kortvarigt, livshotande slag. Om den drabbade överlever berusningen så släpper det psykotiska tillståndet oftast när narkotikan är fysiskt nedbruten och den kemiska effekten avtagit. Narkotika kan även utlösa psykoser där symtomen inte upphör trots att de narkotiska preparaten har brutits ned i kroppen.
En särskild form är den alkoholutlösta delirium tremens, som uppstår då alkoholkoncentrationen i blodet sjunker efter intensivt eller långvarigt alkoholrus. Vid detta tillstånd är intensivvård på sjukhus nödvändigt för att förhindra hjärtinfarkt, och hjärnskador i en total fysisk kollaps.
Psykisk sjukdom kombinerad med missbruk, så kallade dubbeldiagnoser, är inte ovanligt, och kan orsaka problem vid diagnosticeringen av en psykos.

### Organiska psykoser
I ICD-10 sammanförs de organiska psykoserna i klassen F0, Organiska, inklusive symtomatiska, psykiska störningar. Psykoserna är i dessa fall allvarlig påverkansgrad av sjukdomen.
Organiska psykoser kan uppträda likartat som de psykiska, vilka utan provtagning eller hjärnscanning kan vara svåra att skilja från varandra. Dit hör komplikationer vid flera obehandlade endokrina sjukdomar, som Cushings syndrom, tyreotoxisk psykos och psykos vid hypotyreos, och kan förklaras genom att den endokrina sjukdomen yttrar sig som stress. Sköldkörtelproblem vid psykoser har länge konstaterats vara utbrett, men rör sig främst om underproduktion av ämnesomsättningshormoner (hypotyreos) eller euthyroid-sick syndromes. 
Psykoser kan också uppträda till följd av hjärntumör, degeneration av hjärnan, eller näringsbrist, till exempel magnesiumbrist eller brist på folsyra eller vitamin B12. Infektioner och inflammationer, i synnerhet hjärninflammation, kan ge psykoser. Akuta infektionspsykoser uppträder ofta som delirium.
Organiska hallucinoser kännetecknas av att personen har syn- eller hörselhallucinationer. Till skillnad från funktionella psykoser saknas andra tecken på psykos. Organisk katatont syndrom utmärks likaså av att personen endast har katatoni, men inga andra psykossymtom. Vid organiskt schizofreniliknande vanföreställningssyndrom däremot kan flera psykotiska symtom ingå, ett tillstånd som bara kan skiljas från funktionell psykos genom att det är känt att personen lider av en kroppslig sjukdom.
För kvinnor kan psykoser uppkomma cykliskt med korta episoder under menstruationscykeln. Sådana psykoser kan kallas menstruationspsykoser, vilket dock inte är en diagnos i någon standardiserad diagnosmanual. Menstruationspsykoser kan behandlas med hormoner.
När den organiska orsaken till psykosen botats hävs oftast psykosen, men vissa drag av den (depression, delirium) kan kvarstå och kräver då psykiatrisk behandling. I många fall kan det vara svårt att initialt avgöra om psykosen har psykiska eller organiska orsaker, men om det är organiska skäl reagerar patienten dåligt på psykofarmaka.

## Varaktighet och behandling
Prognosen för en psykossjukdom beror i stor utsträckning på vad som orsakar den. En drogutlöst eller organisk psykos kan övergå när personen nyktrat till eller blivit frisk, men ibland kan psykosen behöva behandling. Funktionella psykoser som till större delen är reaktiva (beror på livsomständigheter) är ofta kortvariga, och uppträder som en akut psykos. För psykoser som till större delen har en känd utlösande faktor, såsom sjukdomar, droger eller livsomständigheter, är prognoserna mycket goda så länge som personen inte utsätts för vad som triggade igång tillståndet igen. Schizofreni och bipolär sjukdom räknas som kroniska, men det är möjligt att med medicinering med psykofarmaka få många drabbade att gå i remission.
Det har visat sig att stödjande psykodynamisk terapi vid första psykosinsjuknandet kan vara effektiv.

## Tvångsvård och farlighet
Psykotiska personer kan ibland till följd av sina symtom bedömas vara farliga för sig själva eller för omgivningen, vilket i så fall föranleder omhändertagande och psykiatrisk tvångsvård vid slutenvårdsavdelning. Om man studerar hur ofta psykotiska personer blir farliga jämfört med psykiskt friska personer, kan det sägas att de är fem gånger så farliga, vilket delvis kan bero på att många psykotiska personer har dubbeldiagnos (också är missbrukare), och delvis hänföras till vanföreställningar om brottens livsnödvändighet.